# 11151 Одайґахара
11151 Одайґахара (11151 Oodaigahara) — астероїд головного поясу, відкритий 24 грудня 1997 року.
Тіссеранів параметр щодо Юпітера — 3,372.
Названо на честь Одайґахара (яп. おおだいがはら(大台ケ原) о:дайґахара)